# 阿里·穆哈亚特·沙阿
阿里·阿拉丁·穆哈亚特·沙阿（爪夷文：علي الدين محياة شاه，？—1530年8月7日）是苏门答腊岛北部亚齐苏丹国的第一任苏丹，统治时期为1514年至1530年。虽然他不是亚齐腹地的第一任统治者，但他被认为是大亚齐王国的建立者。他在位期间，见证了亚齐长期与葡萄牙人争夺马六甲海峡的霸权。但对阿里苏丹的人生及事业历史记录仍然是残缺不全，只能从各亚齐人、马来人以及欧洲人的记录中拼凑起来。